# Туризм в Ботсване

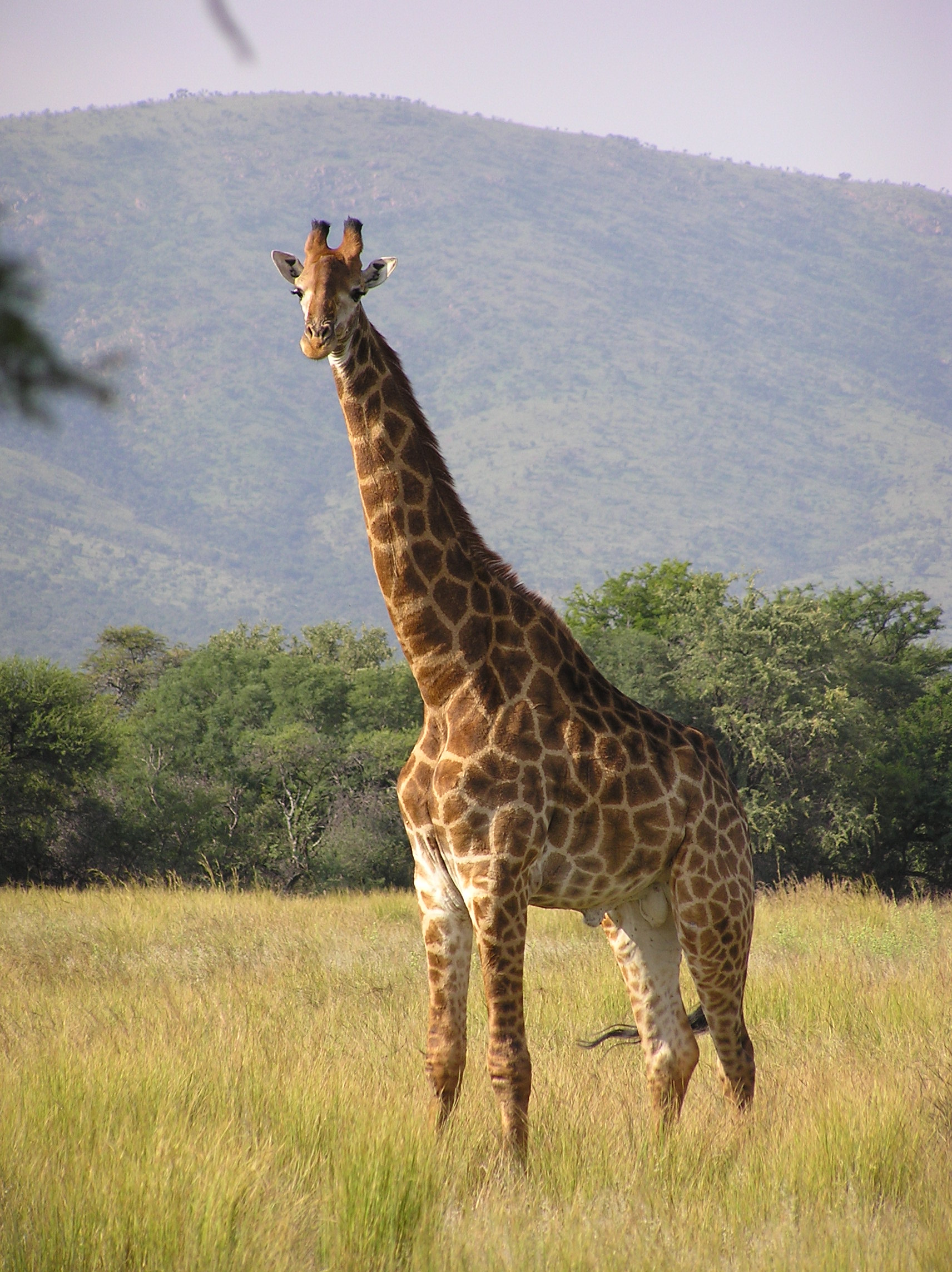
Жираф в заповеднике Центральная Калахари

Основными туристическими достопримечательностями  Ботсваны являются заповедники с охотничьим и фотографическим сафари. Другие достопримечательности включают район дельты Окаванго, который во время сезона дождей представляет собой лабиринт водных путей, островов и озер. Туристическая индустрия также способствовала диверсификации экономики Ботсваны из традиционных источников, таких как алмазы и говядина, и создала 23 000 рабочих мест в 2005 году.

## Достопримечательности

### Отели, охотничьи домики и кемпинги
Ботсвана предлагает путешественнику выбор жилья от первоклассных туристических отелей, роскошных охотничьих домиков и сафари-лагерей до бюджетных пансионов и кемпингов. В основных туристических зонах есть выбор частных охотничьих домиков, сафари-лагерей и общественных кемпингов.
Разнообразные блюда подаются в отелях и ресторанах, от местных и мясных блюд до континентальных и азиатских блюд. Также есть множество ресторанов быстрого питания и небольшие рестораны, предлагающие блюда местной кухни. Для получения полной информации об источниках размещения вы можете посетить портал туризма в Ботсване - Африка.

### Национальные парки

#### Заповедник  Центральная Калахари
Заповедник Центральная Калахари - обширный  национальный парк в  пустыне Калахари в Ботсване. Основанный в 1961 году, он занимает площадь 52 800 км2, что делает его вторым по величине заповедником в мире. В парке содержится множество видов диких зверей, таких как жираф, бурая гиена,  бородавочник, гепард, гиеновидная собака, леопард, лев, голубой гну,  канна, орикс, большой куду и красный  хартбист.

#### Национальный парк Чобе
Национальный парк Чобе находящийся на северо-западе Ботсваны. По размеру, это третий по величине парк Ботсваны, после  заповедника Центральная Калахари и  национального парка Гемсбок, а также являющийся самым разнообразным. Также национальный парк Чобе является первым парком страны.

#### Трансграничный парк Кгалагади
Трансграничный парк Кгалагади - это большой заповедник, находящийся в южной части. Парк находится на границе между Южной Африкой и Ботсваной, и включает в себя два соседних национальных парка: национальный парк Калахари-Гемсбок в Южной Африке и национальный парк Гемсбок в Ботсване. Общая площадь парка составляет 38 000 км2. Примерно три четверти парка находятся в Ботсване и одна четверть в Южной Африке.

## Информация для туристов

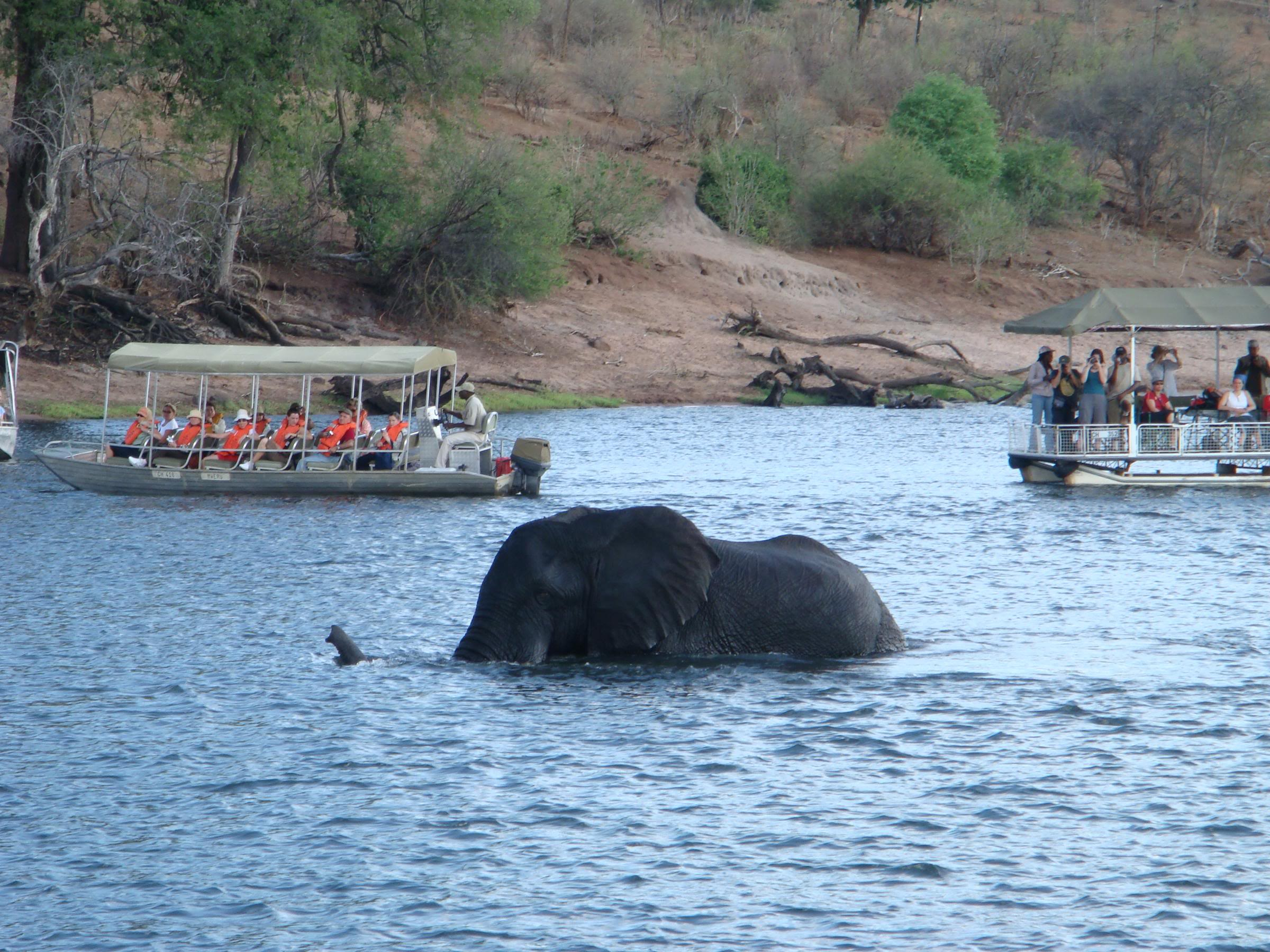
Туристы наблюдают за купанием слона в одном из парков Ботсваны

Национальная стратегия сохранения и туристической политики правительства Ботсваны была создана для содействия туризму при защите районов дикой природы. Граждане Соединенных Штатов, Южной Африки, стран Британского Содружества и большинства западноевропейских стран не нуждаются в визах при проживании менее 91 дня. Паспорта необходимы для поездок по стране. Доказательство наличия желтой лихорадки и иммунизация холеры требуется для туристов из зараженных районов.
Доклад Всемирного экономического форума о глобальной конкурентоспособности путешествий и туризма занимает Ботсвану 88 из 141 страны в своем индексе конкурентоспособности туризма и туризма в 2015 году. В этом же докладе хвалят достопримечательности Ботсваны, а низкий рейтинг связан с проблемами, стоящими перед туристами, в том числе отсутствием доступа к современным технологиям, плохим дорогам и коммуникациям.

## Статистика
В 1999 году насчитывалось 2100 гостиничных номеров с 3720 кроватями и 53% заполняемости. В этом году в Ботсвану прибыло 843 314 посетителей с более чем 720 000 человек из других африканских стран. Доходы от туризма в 2000 году составили 313 млн. долларов США. В 2003 году Государственный департамент США оценил среднюю суточную стоимость пребывания в Габороне в размере 129 долларов США по сравнению с городом Касане (125 долларов США). Затраты могут составлять всего 50 долларов США в других регионах страны. Ботсвана считается самой безопасной страной для посещения в Африке.
Большинство посетителей, прибывающих в Ботсвану, которые заявили о своем желании въезд в 2014 году, пришли из следующих стран:
| Место | Страна                | Число прибывших |
| ----- | --------------------- | --------------- |
| 1     | ЮАР                   | 68,519          |
| 2     | США                   | 38,522          |
| 3     | Германия              | 26,151          |
| 4     | Великобритания        | 20,601          |
| 5     | Зимбабве              | 18,285          |
| 6     | Австралия             | 13,822          |
| 7     | Нидерланды            | 8,909           |
| 8     | Япония                | 8,857           |
| 9     | Франция               | 7,992           |
| 10    | Канада                | 7,255           |
|       | Общее число прибывших | 274,701         |

Большинство иностранных граждан, прибывающих в Ботсвану в 2014 году для любых целей (отдых, бизнес, возвращающиеся жители, студенты, рабочие и посетители в пути), пришли из следующих стран:
| Место | Страна                                             | Число прибывших |
| ----- | -------------------------------------------------- | --------------- |
| 1     | Зимбабве                                           | 784,720         |
| 2     | ЮАР                                                | 600,387         |
| 3     | Замбия                                             | 188,351         |
| 4     | Намибия                                            | 162,453         |
| 5     | США                                                | 49,961          |
| 6     | Великобритания                                     | 39,675          |
| 7     | Германия                                           | 34,576          |
| 8     | Индия                                              | 18,342          |
| 9     | Австралия                                          | 17,657          |
| 10    | Малави                                             | 15,175          |
|       | Всего в пути                                       | 591,545         |
|       | Всего возвращающихся жителей                       | 116,998         |
|       | Общее количество прибывших отдыхать                | 274,701         |
|       | Общее количество прибывших по работе               | 599,782         |
|       | Общее количество посещающих друзей и родственников | 417,034         |
|       | Общее число прибывших прибывших                    | 2,082,521       |